# Wat Anongkharam

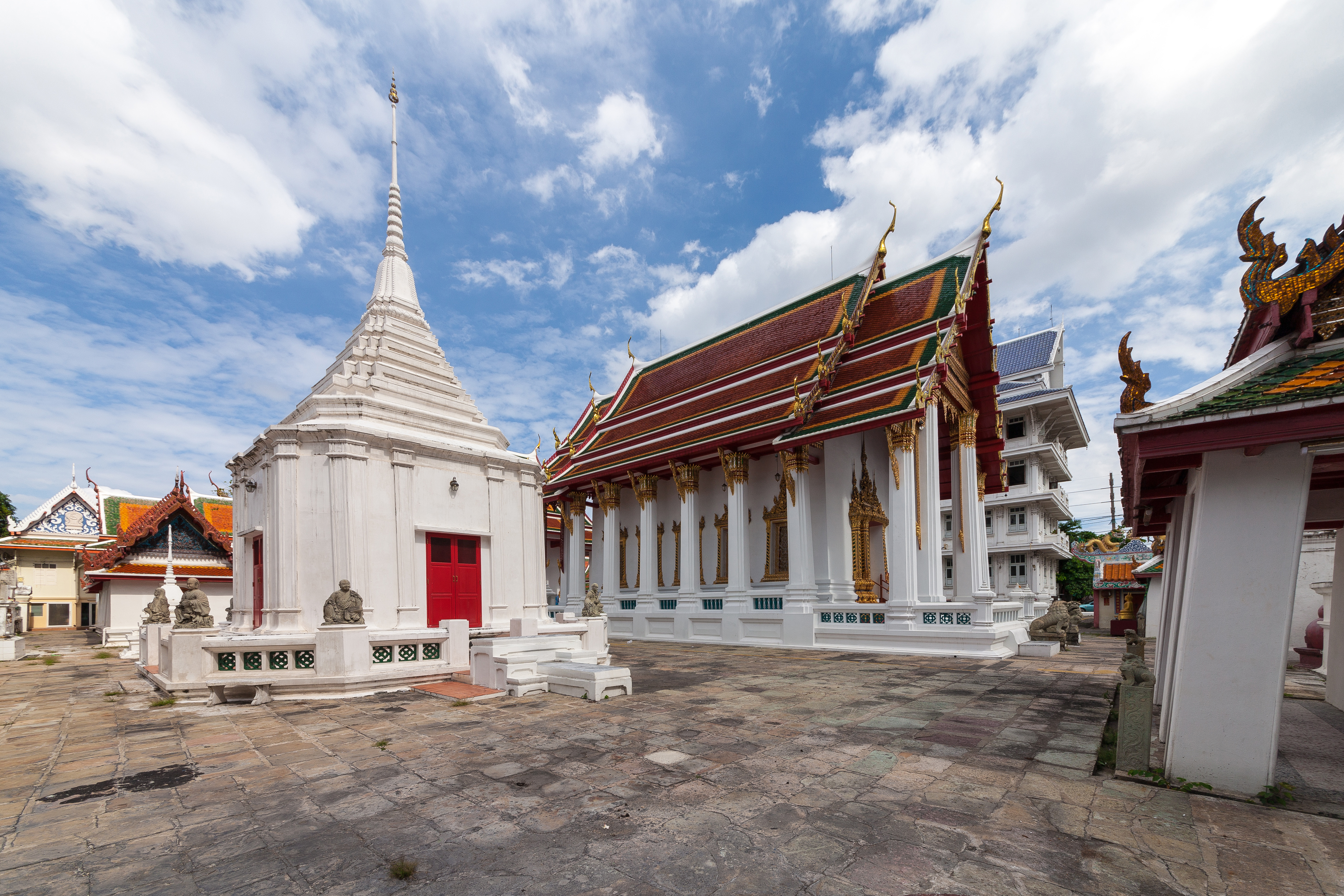
Wihan des Wat Anongkharam

Wat Anongkharam (vollständiger Name: Wat Anongkharam Worawihan, Thai: วัดอนงคารามวรวิหาร) ist ein buddhistischer Tempel (Wat) auf der Thonburi-Seite des Mae Nam Chao Phraya im Bezirk Khlong San von Bangkok, Thailand.
Wat Anongkharam liegt an der „Thanon Somdet Chao Phraya“ (Somdet-Chao-Phraya-Straße). Er wurde in der frühen Rattanakosin-Periode unter dem Namen „Wat Noi Kham Thaem“ gegründet. Diesen Namen gab ihm seine Gründerin, Than Phuying Noi, die Gattin des Somdej Chao Phraya Borom Mahaphichaiyart (That Bunnag). Wat Anongkharam war als Gegenpol zum Wat Phichaiyat gedacht, welcher gegenüber auf der anderen Straßenseite liegt. König Mongkut (Rama IV.) gab ihm später seinen heutigen Namen Wat Anongkharam. Die Einheimischen nennen ihn auch „Wat Somdet Ya“, da er in dem Viertel liegt, in dem die Mutter von König Bhumibol Adulyadej, Srinagarindra geboren wurde.
Der Wihan und der Ubosot liegen in einer t-förmigen Anordnung, jeder hat eine eigene Vorhalle und einen eigenen Altar. An beiden Gebäuden fallen die reichhaltig mit Stuck verzierten Giebel (Tympanon) sowie die Tür- und Fenster-Rahmen auf. Eine Buddha-Statue des Wihan wird „Phra Chulanak“ (Thai: พระจุลนาค) genannt. Sie ist im Sukhothai-Stil aus Metall gegossen und vergoldet worden. Sie ist etwa 1,50 Meter hoch und misst an den Knien etwa 1,40 Meter Breite.
Rechts und links des Wihan liegen symmetrisch zueinander zwei Mondop. Der eine enthält einen Fußabdruck Buddhas, der andere eine Buddha-Statue. Letztere ist eine Kopie einer Statue des Wat Rachathiwat.

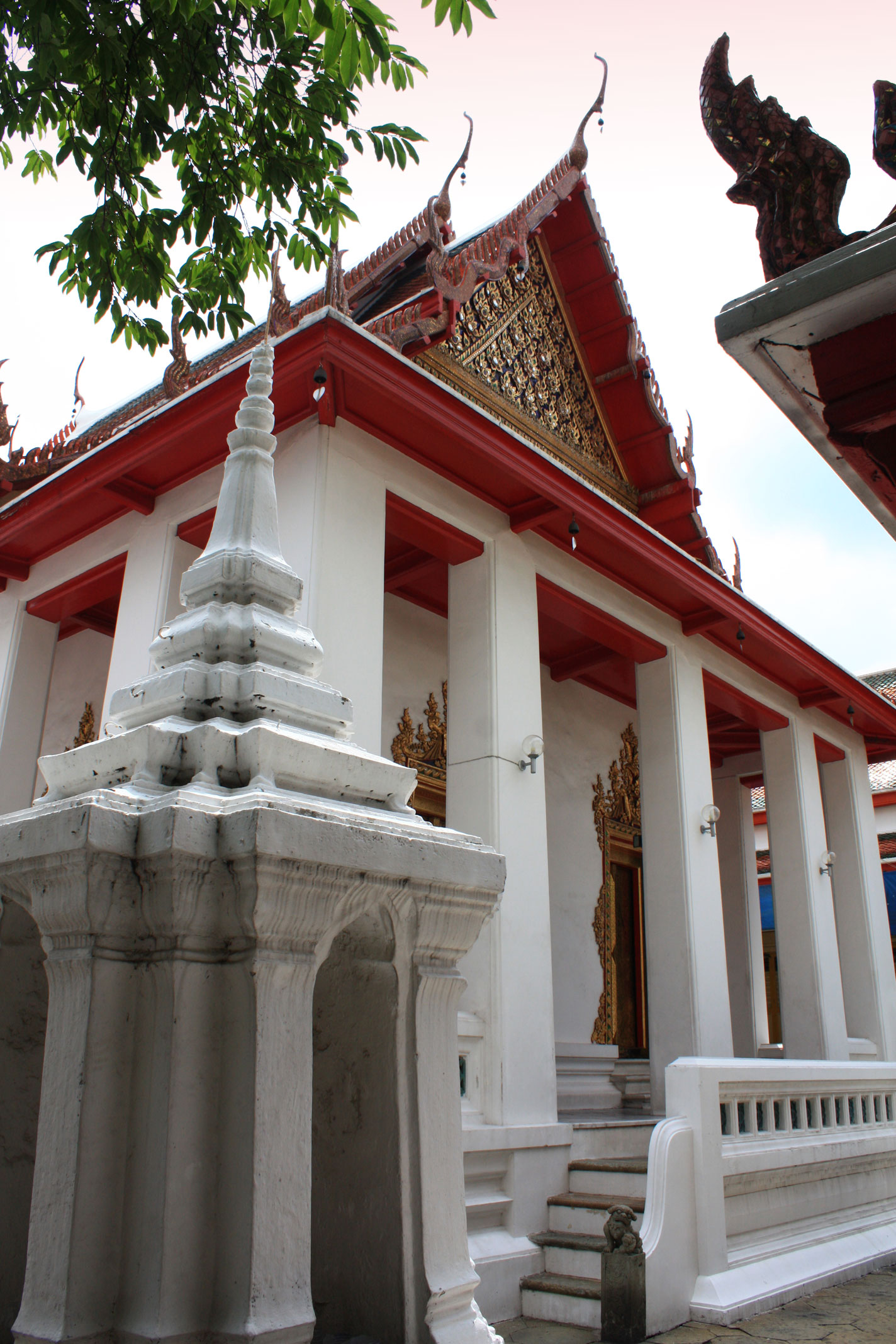
Der Ubosot mit einem der Bai Sema
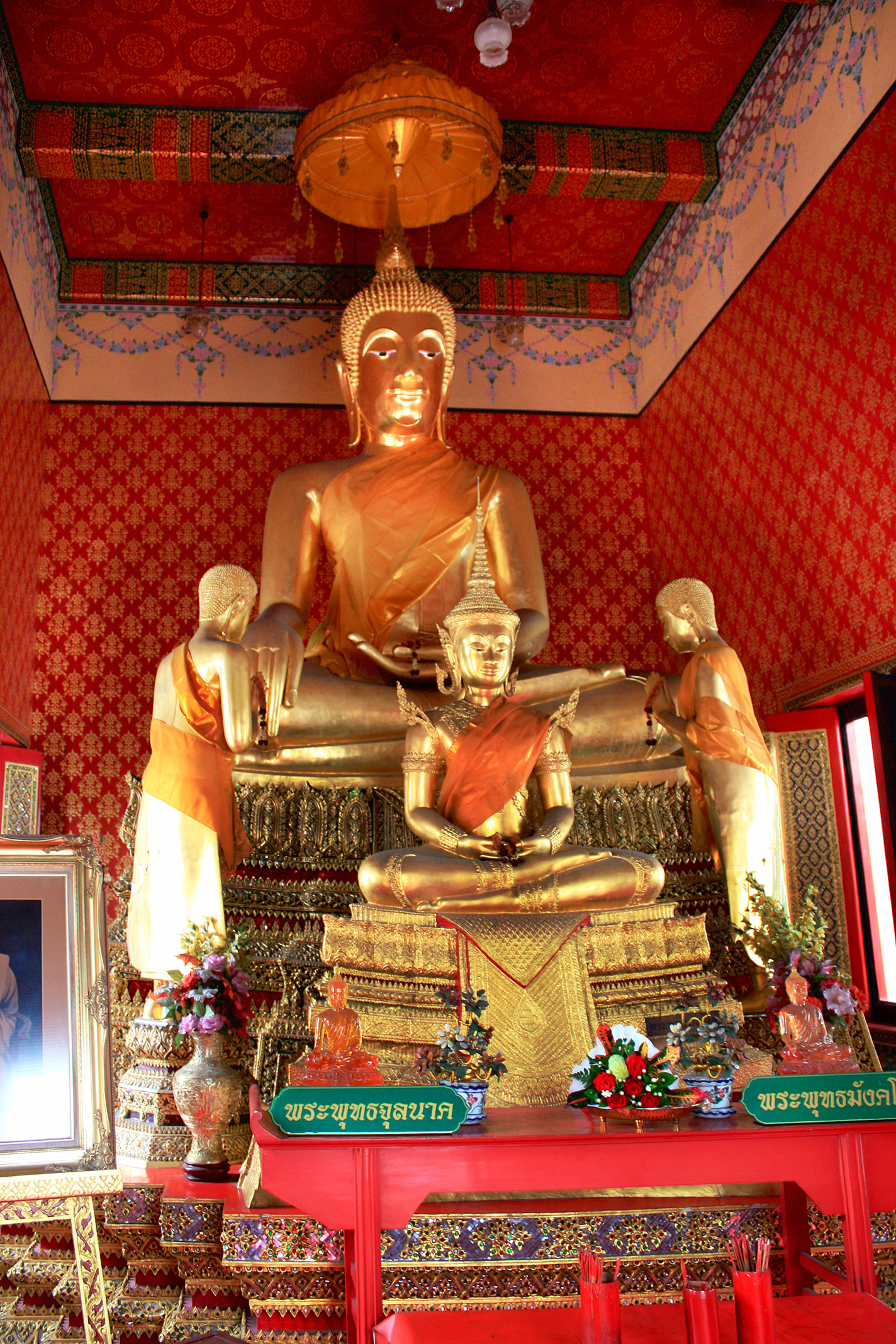
Die Buddha-Statue „Phra Chulanak“ (vorne)
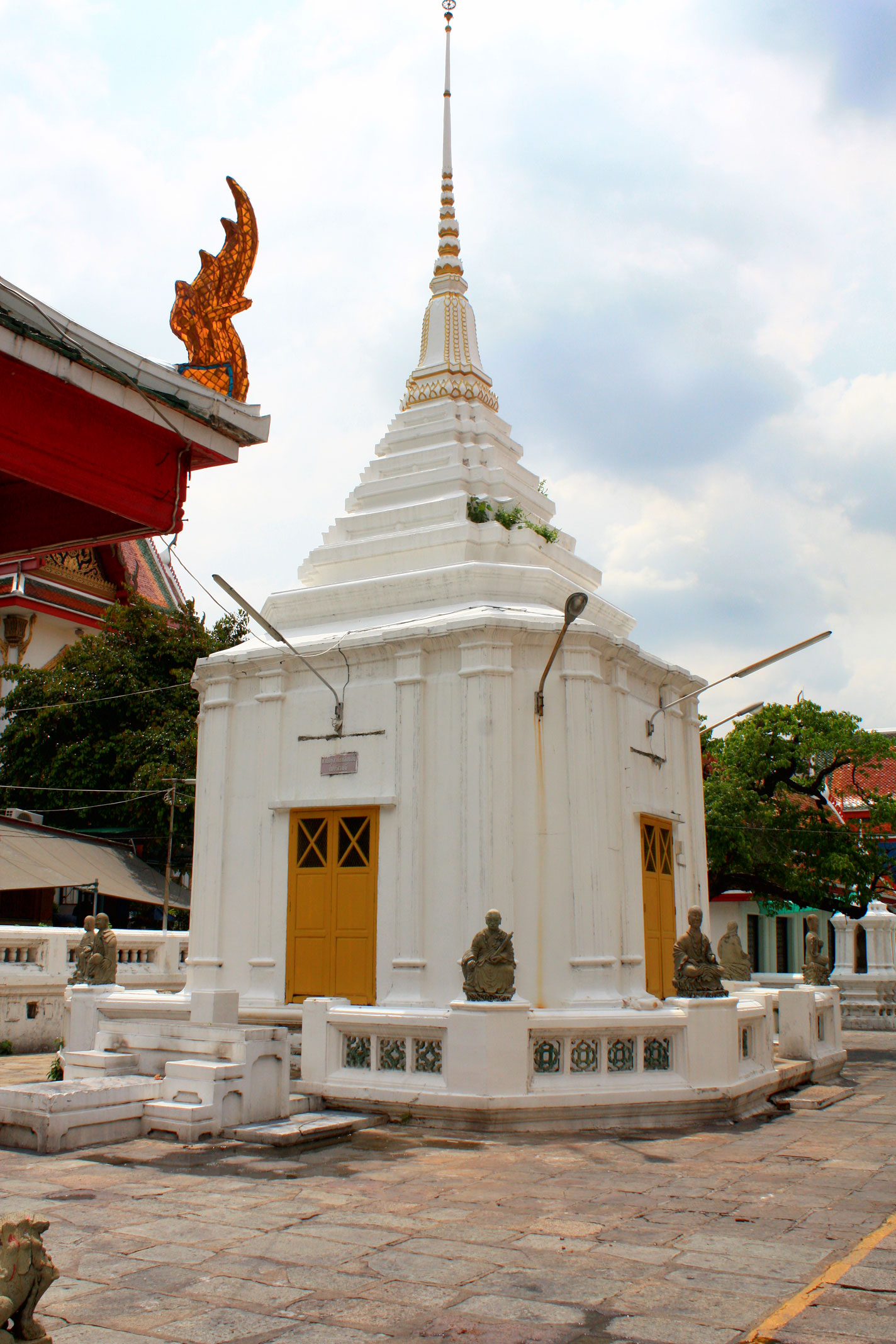
Einer der beiden Mondop